# Ludwig Elsholtz
Ludwig Elsholtz (* 2. Juni 1805 in Berlin; † 3. Februar 1850 ebenda) war ein deutscher Aquarell-, Genre- und Schlachtenmaler, der auch als Illustrator von Tafelwerken und Kinder- und Jugendbüchern aktiv war.

## Leben
Elsholtz war ein Sohn des Berliner Destillateurs und Viktualienhändlers Christian Friedrich Elsholtz († um 1842) und dessen Frau Anna Sophia (geborene Schultze), der Tochter eines Arbeiters aus Goltzow. Sein Zwillingsbruder Daniel Heinrich Elsholtz starb kurz nach der Geburt. Er studierte an der Berliner Akademie und bildete sich ab 1822 im Atelier von Franz Krüger fort. In seinen Bildnissen stellte er zumeist militärische Szenen dar. Die Motive entnahm er dabei aus dem Freiheitskrieg von 1813. Seinen Genrebilder zeigten hingegen idyllisch humorvolle Schilderungen aus dem Alltagsleben. Er fertigte im Auftrag des preußischen Königs Friedrich Wilhelm III. eine ganze Reihe von Bildern (mindestens 6 Gemälde wurden von ihm angekauft) an, die in den Jahren 1828 bis 1844 in den Ausstellungen der Berliner Akademie gezeigt wurden.
Sein Stil ähnelte anfangs dem Krügers, wobei sich Elsholtz auf das Militärgenre spezialisierte. Neben der großformatigen Darstellung historischer Ereignisse waren seine kleinen anekdotischen Szenen beliebt, die teilweise einen humoristischen Unterton hatten. Seine künstlerische Entwicklung ging bald zu größeren, figurenreichen Darstellungen über. Als er später wegen eines unregelmäßigen Lebens die Kraft zu größeren Arbeiten verlor, wandte er sich der Aquarellmalerei zu.

## Werke (Auswahl)

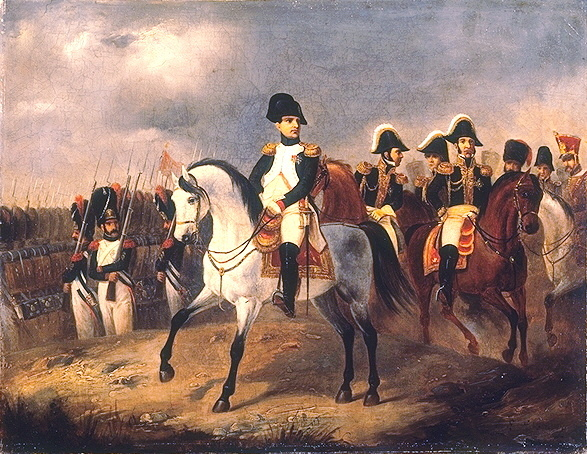
Napoleon I. mit seinen Generalen

- 1832: Szene aus der Schlacht bei Bautzen 1813
- 1833: Die Völkerschlacht bei Leipzig am 13. Oktober 1813 (verschollen)
- 1834: Die kleinstädtische Bürgerwache, Gefechtsanfang (Berliner Nationalgalerie)
- Die Schlacht bei Dennewitz
- 1835: Mittagsruhe erntender Landleute oder Mittagsruhe bei der Ernte (ehemals Sammlung Generalkonsul Georg Baschwitz)[3]
- 1835: Die Schlacht bei Bar-sur-Aube am 27. Februar 1814 (verschollen)
- 1835: Einzug der verbündeten Fürsten mit ihren Truppen in Paris am 31. März 1814 (verschollen)
- 1835: Der Montmartre zu Paris am Tage nach der Schlacht vor Paris (verschollen)
- 1835: Manöver und Parade bei Kalisch (ehemals im Besitz des Deutschen Kaisers)
- 1836: Moment aus der Schlacht vor Paris am 30. März 1814 (Öl auf Leinwand, 96 × 143 cm, rechts im Bild Friedrich Wilhelm III. auf einem braunen Pferd, daneben Zar Alexander I. auf seinen Schimmel)[4]
- Abschied auf dem Schlachtfeld
- 1839: Liebeswerbung
- 1840: Szene auch den Befreiungskriegen
- 1845: Napoleon I. mit seinen Generalen
- 52 Handzeichnungen (meist Studienblätter)[5]

Illustrationen
- Das preußische Heer in Bildern. Hasselberg, Berlin 1834 (25 kolorierte Bilder, gestochen von Johann Friedrich Bolt und Karl Funcke)
- Heinrich Müller: Jugendgeschichten Albert Dörings, eines frommen und geliebten Knaben : als Beispiel zur Nachahmung für Kinder, die in ihrem ersten Alter Frohes und Trauriges erfahren. Hasselberg, Berlin 1833 (8 Blatt, in Kupfer gestochen von Karl Funke).